# Elsa Martinelli
Elsa Martinelli, született Elisa Tia (Grosseto, 1935. január 30. – Róma, 2017. július 8.) olasz modell, színésznő.

## Életrajza
Divatmodell volt. A Life című amerikai képeslapban megjelent fotója alapján Hollywoodba szerződtették, ahol Kirk Douglas partnereként szerepelt Andrew de Toth (Tóth Endre) Az indián harcos című filmjében. Olaszországba visszatérve rövidesen ismert sztár lett. Kezdetben főként csinos fiatal lányokat alakított, jellemábrázolási képessége azonban széttörte a vonzó külseje teremtette szerepkör korlátait. Olyan világsikerű filmeknek köszönhette népszerűségét, mint Claude Autant-Lara Vörös és fekete (1954) című munkája, melyben Gérard Philipe, Danielle Darrieux és Antonella Lualdi oldalán villant fel, majd Mauro Bolognini A vagányok éjszakája (1959) című filmjében Rosanna Schiaffino partnereként. A francia Gérard Oury A fenyegetés (1961) című munkájában Robert Hosseinnel és Marie-José Nattal, illetve az amerikai Howard Hawks Hatari 1961 című filmjében John Wayne partnereként ismerte meg az európai közönség. Huszonötnél több vígjátékban, krimiben és kosztümös, egzotikus kalandfilmben alakított szerepein kívül – szépsége mellett – színészi képességei is bizonyította például Orson Welles A per (1962) című alkotásában, Anthony Perkins és Jeanne Moreau oldalán. Anthony Asquith Hotel International (1963) című munkájában pedig Elizabeth Taylor és Richard Burton partnere. Denys de la Patelliére–Noël Howard Istenek sakktáblája – Marco Polo (1965) című kosztümös filmjében Horst Buchholz és Omar Sharif oldalán, Elio Petri A tizedik áldozatában (1965) Marcello Mastroianni; Vittorio De Sica Hollywoodban forgatott A nő hétszerjében (1966) Shirley MacLaine; Christian Marquand–Giancarlo Zagni Candy-jéban (1969) Marlon Brando partnere. S fontos karakterszerepeket játszik Mel Stuart Ha kedd van, akkor ez Belgium (1969) című, világsikert aratott vígjátékában. További szerepei közül említésre érdemes még Alberto Lattuada A barátnő (1969) és André Cayatte Az útirányok Kathmanduba (1969) című munkája. Elsa Martinelli (1968)-ban elvált első férjétől, majd feleségül ment a híres fotóművészhez, Willy Rizzóhoz, s ezután a 70-es években visszavonult a filmezéstől. Bő másfél évtizeddel később tért vissza a felvevőgép elé Sergo Corbucci Paranormális fenomén vagyok (1986) című filmjében, Alberto Sordi partnereként. Majd egy nagy sikert aratott, sokrészes tv-filmsorozatban vállalt főszerepet, amely pályakezdésének mikrovilágába vezeti vissza: a divatszalonok, divatbemutatók környezetében játszódik.

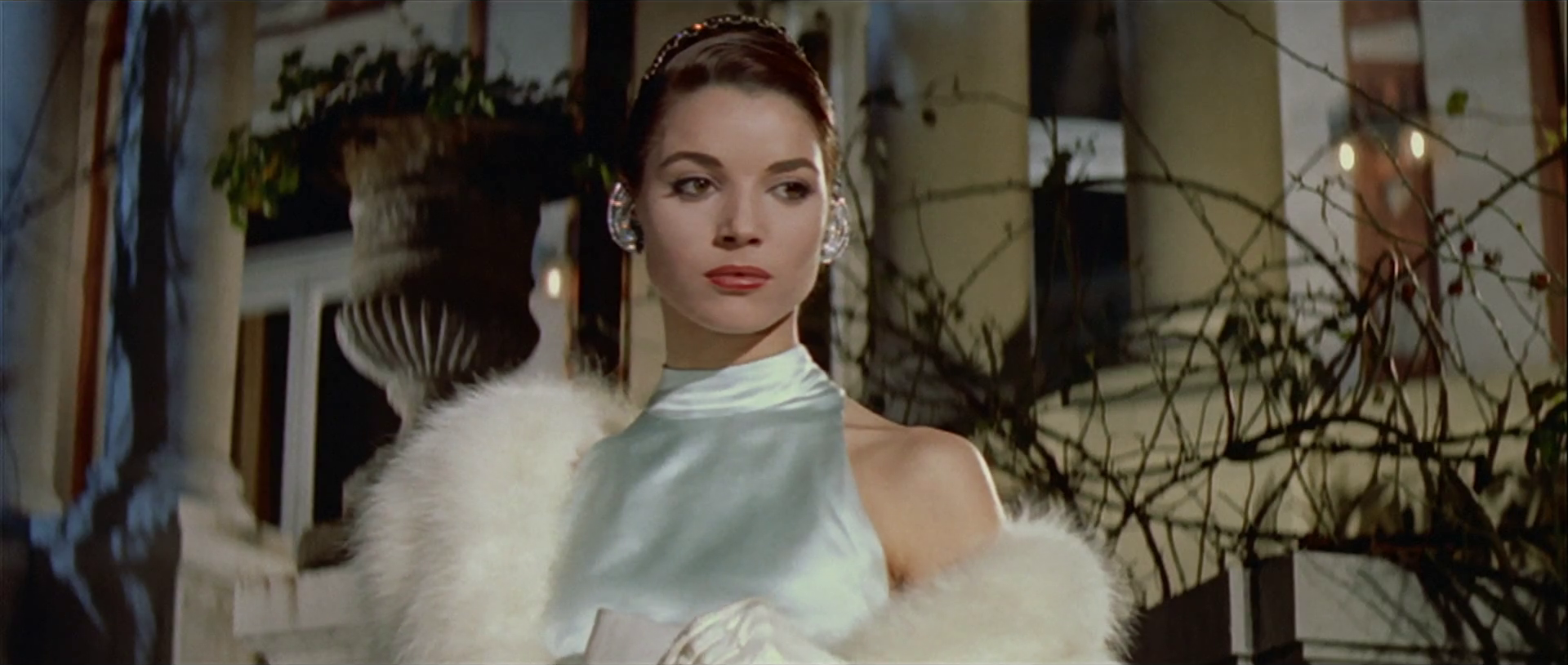
A Donatella címszerepében (1956)

## Filmjei

### Mozifilmek
- Ha lenne 100 millióm (Se vincessi 100 milioni) (1953)
- Vörös és fekete (Le rouge et le noir) (1954)
- Az indián harcos (The Indian Fighter) (1955)
- A rizsföld (La risaia) (1955)
- Donatella (Donatella) (1956)
- Négy lány a városban (Four Girls in Town) (1956)
- Manuela (Manuela) (1957)
- Az akna (La mina) (1958)
- A volgai hajós (I battellieri del Volga) (1959)
- Ciao, ciao bambina! (Ciao, ciao bambina!) (1959)
- Tuniszi titkos akta (Tunisi top secret) (1959)
- Côte d`Azur (Côte d`Azur) (1959)
- A bátrak éjszakája (La notte brava) (1959)
- A szombat éjszaka gyönyörei (I piaceri del sabato notte) (1960)
- És meghalni a gyönyörtől (Et mourir de plaisir) (1960)
- A szeptember 8-i tank (Il carro armato dell'8 settembre) (1960)
- A kapitány (Le capitan) (1960)
- Egy szerelem Rómában (Un amore a Roma) (1960)
- A fenyegetés (La menace) (1961)
- Hatari (Hatari) (1962)
- A galamb, amely Rómába tartott (The Pigeon That Took Rome) (1962)
- Élő bőr (Pelle viva) (1962)
- A per (Le procès) (1962)
- Hotel International (Hotel International) (1963)
- A vörös tigris bűvkörében (Rampage) (1963)
- Szerelem (De l'amour) (1964)
- Istenek sakktáblája – Marco Polo (La fabuleuse aventure de Marco Polo) (1965)
- Éljen a maffia! (Je vous salue, mafia!) (1965)
- Egy milliárd a biliárdasztalban (Un milliard dans un billard) (1965)
- A herceg aranya (L'or du duc) (1965)
- A tizedik áldozat (La decima vittima) (1965)
- Hogyan tanuljuk meg szeretni az asszonyokat? (Come imparai ad amare le donne) (1966)
- A nő hétszer (Woman Times Seven) (1966)
- Marokko 7 (Maroc 7) (1967)
- A világ legrégibb mestersége (Le plus vieux métier du monde) (1967)
- Valaki elárul (Qualcuno ha tradito) (1967)
- A Belle Starr-története (The Belle Starr Story)  (1967)
- Gátlás nélküli Manon (Hemmungslose Manon)  (1968)
- Madigan milliói (Un dollaro per 7 vigliacchi / El million de Magigan) (1968)
- Rossz asszony (Maldonne) (1968)
- Ha kedd van, akkor ez Belgium (If It's Tuesday, This Must Be Belgium) (1969)
- Egyik a másikon (Una sull'altra) (1969)
- Az útirányok Katmanduba (Les chemins de Katmandou) (1969)
- Candy (Candy) (1969)
- A barátnő (L'amica) (1969)
- Egy perverz történet (Una história perversa) (1969)
- Az OSS 117 nyaral (OSS 117 prend des vacances) (1970)
- Chile meghódítása (La araucana) (1971)
- Az oroszlánok részesedése (La part des lions) (1971)
- Vörös szegfű (Garofano rosso) (1976)
- Paranormális fenomén vagyok (Sono un fenomeno paranormale (1986)
- Pigmalione 88 (1988)
- Arrivederci Roma (1990, rövidfilm)
- Volt egyszer egy gyilkosság (Once Upon a Crime…) (1992)
- Cabiria, Priscilla e le altre (1999, rövidfilm)

### Tv-filmek
- Astuzia per astuzia (1979)
- Atelier (1986–1987)
- Il barone (1995)

### Tv-sorozatok
- The Rogues (1964, egy epizódban)
- Az Angyal visszatér (Return of the Saint) (1979, egy epizódban)
- Alles Glück dieser Erde (1994, egy epizódban)
- Gőg (Orgoglio) (2004, egy epizódban)

## Díjai
Berlini Nemzetközi Filmfesztivál
- 1956 – Ezüst Medve díj Donatella, legjobb színésznő